# ان‌پی‌پی استار
ان‌پی‌پی استار (روسی: НПП «Старт») شرکت هوافضای روس است، که در سال ۱۹۴۹ تأسیس شد.